# Vygosjtja
Vygosjtja (ryska: Выгоща) är ett vattendrag i Belarus.   Det ligger i voblasten Homels voblast, i den centrala delen av landet, 250 km söder om huvudstaden Minsk.
I omgivningarna runt Vygosjtja växer i huvudsak blandskog. Runt Vygosjtja är det glesbefolkat, med 9 invånare per kvadratkilometer.